# دراكو (مشرع إغريقي)

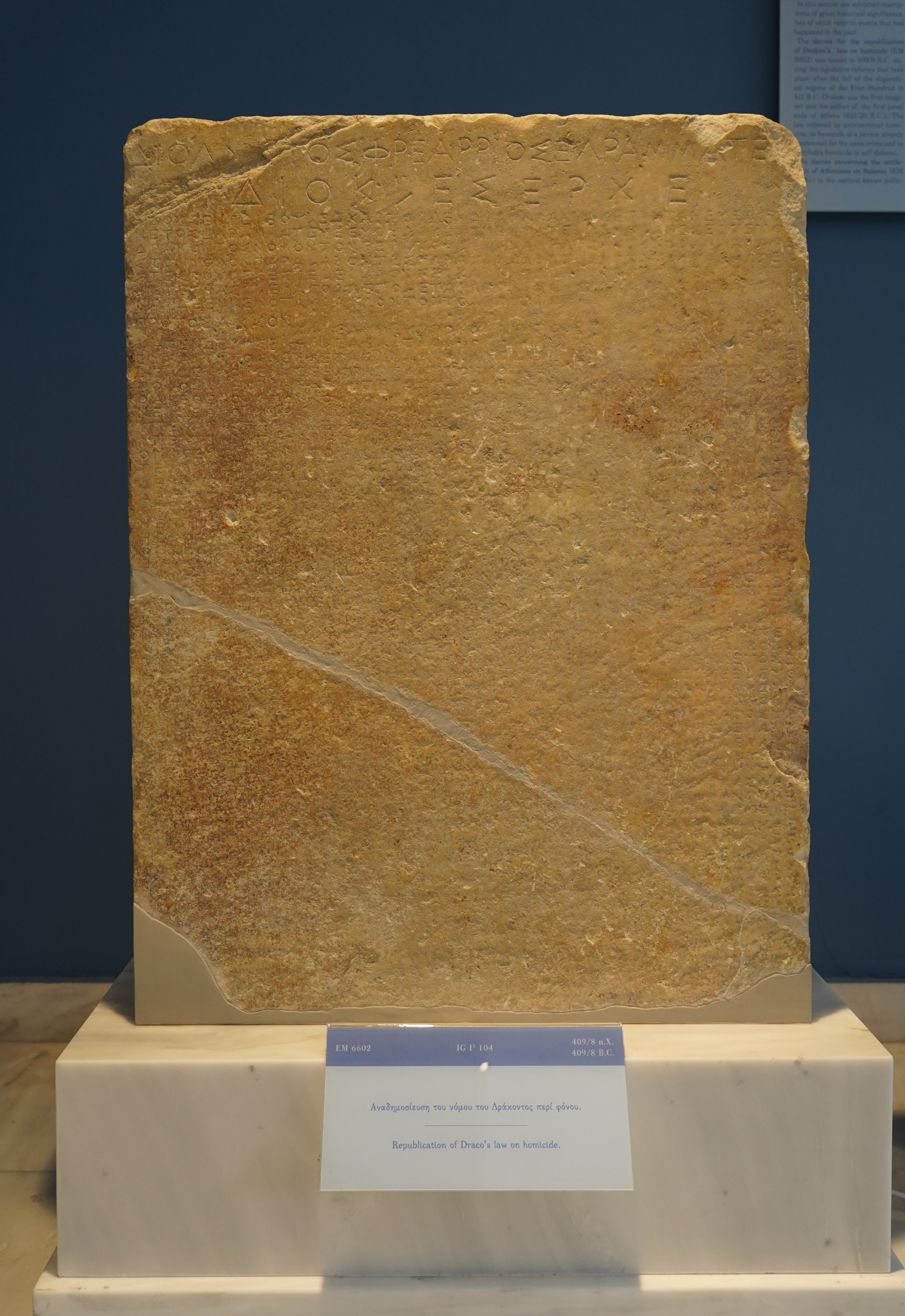
مشروع دراكو - متحف أثينا للنقوش

الاسم:دراكون يعاد توجيهه هنا. في الروايات الخيالية، قد يشير هذا الاسم إلى عالم التنين.
كان دراكو (بالإنجليزية: Draco)؛ (باليونانية: Δράκων)، Drakōn) (حوالي القرن السابع قبل الميلاد) هو أول مشرع في أثينا في اليونان القديمة. وقد قام باستبدال نظام القانون العرفي والخصومات الدموية التي كانت سائدة آنذاك بـ تشريع مكتوب بحيث يتولى القضاء مهمة تنفيذه. ونظرًا لصرامته المعهودة، ارتبط المصطلح دراكوني بالقواعد أو القوانين الصارمة.

## حياته
في أثناء الأولمبياد التاسعة والثلاثين التي عقدت عام 622 أو 621 ق.م. أسس دراكو النظام التشريعي الذي اشتهر من خلاله.
ولكننا لا نعرف الكثير عن حياته الخاصة. فمن المحتمل أنه كان ينتمي إلى طبقة النبلاء الإغريق التي كانت تقطن في منطقة أتيكا، وهم الديم ممن كان يُطلق عليهم اليوباتريداي، الذين يذكر نص سودا في القرن العاشر بأنهم كانوا معاصرين آنذاك، وذلك قبل عصر حكماء الإغريق السبعة. كما يرتبط هذا الاسم أيضًا بقصة فلكلورية تشير إلى وفاته في مسرح أجانيطس. ففي الاستعراض الإغريقي التقليدي لإعلان الدعم والتأييد، قام مؤيدوه «بإلقاء العديد من القبعات والقمصان والعباءات على رأسه لدرجة أنه اختنق، ودُفن في المسرح نفسه».
ويشير أرسطو إلى أن دراكو وضع الأساس الأول لنظامه التشريعي في عهد أريستاشموس (Ἀρισταίχμος) وذلك في عام 620 أو 621 ق.م.

## دستور دراكو
لقد كانت القوانين(θεσμοί - thesmoi) التي وضعها تمثل دستور أثينا المكتوب الأول من نوعه. وحتى لا يدعي أحد عدم اطلاعه على تلك القوانين، فقد سُجلت على ألواح خشبية (ἄξονες - axones), حيث حُفظت لقرنين تقريبًا، على مسلات على شكل هرم ثلاثي الجوانب (κύρβεις - kyrbeis). وكان يُطلق على هذه الألواح محاور, وذلك ربما لأنها يمكنها الارتكاز على محور الهرم بحيث يمكن قراءتها من أي جانب.
وتميز هذا الدستور بالعديد من الابتكارات الهامة:
- بدلاً من القوانين العرفية الشائعة بين أوساط محددة، والتي كانت تُطبق بشكل وتُفسر بشكل استبدادي ومتحيز، كانت كل هذه القوانين مكتوبة بحيث يتمكن كل المواطنين المتعلمين من الإحاطة بها، (ويمكنهم حينئذ التقدم بالتماسات إلى المجلس الأعلى (Areopagus) لرفع المظالم): «... وذلك وفقًا لما نص عليه الدستور الذي وضعه دراكو والذي مثل أول منظومة تشريعية آنذاك.» (أرسطو: الدستور الأثيني, الجزء الخامس، الفصل الحادي والأربعون)

فرقت *تلك القوانين بين جرائم القتل المتعمد والقتل غير المتعمد.
ولكن تلك القوانين كانت صارمة بصورة مبالغ فيها. على سبيل المثال، كان من يتخلف عن سداد دين أو كانت ظروفه المادية لا تفي بـ الدين الذي عليه يُحكم عليه بالعبودية. ولكن تلك العقوبة كانت تخفف لمن يدينون بأموال لمن هم أقل منهم في المرتبة الاجتماعية. أما عقوبة الإعدام، فكانت تمثل العقوبة المتبعة حتى في بعض حالات الانتهاكات الأقل. وفيما يتعلق بالاستخدام المفرط لعقوبة الإعدام في نظام دراكون التشريعي، يعلق بلوتارخ قائلاً: «يُقال أن دراكون نفسه عندما سُئل عن سر فرض عقوبة الإعدام على غالبية حالات انتهاك القانون، أجاب أنه يعتقد أن تلك العقوبة مناسبة للجرائم الأقل شأنًا، وأنه لا يملك عقوبة أكبر لفرضها على الجرائم الأبشع.»
ألغى سولون كافة تلك القوانين في بداية القرن السادس قبل الميلاد، باستثناء قانون جرائم القتل.

## قانون دراكون لجرائم القتل
بعد شد وجذب من جانب أهل أثينا، تقرر مراجعة القوانين، بما في ذلك قانون جرائم القتل، وذلك في عام 409. ويظهر قانون جرائم القتل في مخطوطات متفرقة ولكنه ينص على إحالة الأمر لأقارب المتوفى لتحديد ما إذا كان سيتم إعدام القاتل أم لا. ووفقًا للجزء المتبقي من المخطوطة، يُحكم على من يرتكب جريمة قتل غير متعمدة بالنفي ولكن من يرتكبها عمدًا فإن جزاءه الإعدام. وإذا نحينا هذه المخطوطات جانبًا، فإننا لا نعرف الكثير من المعلومات عن دراكو أو عن طبيعة غالبية القوانين التي سنها. على الرغم من ذلك، تجلت أهمية الأعمال التي قام بها عندما قام سولون بإلغاء معظم القوانين التي شرعها دراكو.

## مجلس الأربعمائة
شرع دراكو مجلس الأربعمائة عضو الذين يتم اختيارهم بالقرعة (في الواقع كان عددهم 401) - وهو يختلف عنالمجلس الأعلى - الذي تطور في النظم الدستورية اللاحقة ليؤدي دورًا في ديمقراطية أثينا. ويشير أرسطو إلى أن الدور الذي قام به دراكو لا يتعدى كونه قام بتسجيل الدستور الأثيني العرفي الذي كان موجودًا بالفعل كتابة، مثل تحديد مؤهلات معينة لمن يريد أن يشغل منصبًا أو وظيفة بعينها.
قام دراكو بمد إطار حق الاقتراع ليشمل كافة المواطنين الأحرار الذين بإمكانهم ارتداء الزي العسكري بكامل هيئته. ويختار المواطنون مجلس الأربعمائة من بينهم؛ وهم تسعة حكام وكان أمناء الخزانة يُختارون من بين الأشخاص الذين يمتلكون ثروات خالية من أي شبهات على ألا تقل عن عشرة ميناس, والجنرالات الإستراتيجيون) وقادة سلاح الخيالةالهيبارشوي) من بين من لا تقل ثروتهم الخالية من أي شبهات عن مائة ميناس, كما ينبغي أن يكون لديهم أطفال نتجوا عن زيجات شرعية على ألا تقل أعمارهم عن عشرة أعوام. لذلك، في حالة وفاتهم، يذهب إرثهم إلى وريث جدير بها. كان هؤلاء الضباط مطلوبين لاختيار البريتانيين (أعضاء المجلس) والإستراتيجيين (الجنرالات) و الهيبارشوي (ضباط الخيالة) من العام السابق وحتى يحين موعد مراجعة أدائهم. «كان المجلس الأعلى هو الحارس على القوانين وكان يتولى مراقبة القضاة ليضمن أنهم يؤدون أعمالهم وفقًا للقوانين. ويمكن لأي شخص يشعر بأن حقه انتُهك أن يبلغ المجلس الأعلى لتوضيح أي القوانين التي انتُهكت من خلال الضرر الذي وقع عليه. ولكن، كما قيل سابقًا، كانت القروض تُمنح إلى من معهم الأموال وكانت الأراضي في أيدي قلة قليلة من المواطنين.»